# Goniocercus similis
Goniocercus similis is een insect uit de familie van de mierenleeuwen (Myrmeleontidae), die tot de orde netvleugeligen (Neuroptera) behoort. 
Goniocercus similis is voor het eerst wetenschappelijk beschreven door Stitz in 1912.